# Den Sødringske Opmuntringspræmie
Den Sødringske Opmuntringspræmie er en dansk pris for landskabsmalere, indstiftet af Frederik Sødring.
Med sin hustru fik han en ret betydelig medgift, der satte ham i stand til ved sin død, 18. april 1862, at efterlade Kunstakademiet 30000 Rigsdaler, af hvis renter 200 kr. som "den Sødringske Opmuntringspræmie" ved hvert års Charlottenborgudstilling tildeles en yngre landskabsmaler; de øvrige renter anvendes til understøttelse af ældre landskabsmalere og deres enker og uddeles på livstid. 

## Prismodtagere
Denne liste er ufuldstændig; hjælp gerne med at udfylde den.
- 1865: C.F. Aagaard (for Efterårsmorgen i Dyrehaven)
- 1867: Harald Foss
- 1870: Godfred Christensen
- 1871: Christian Zacho
- 1872: Nilaus Fristrup (for Fra Strandmølleåen)
- 1873: A. Thorenfeld (for Parti fra Hobro Fjord)
- 1874: Johannes Boesen (for Eftermiddag i juni)
- 1875: Thorvald Niss
- 1877: Viggo Pedersen (for Uden for et bryggers)
- 1878: Hans Fischer (for I løvspringstiden)
- 1879: Joakim Skovgaard (for Septemberaften på en eng, bygevejr)
- 1880: Carl Møller (for Juni formiddag ved en stente)
- 1881: Ludvig Kabell
- 1882: Niels Skovgaard (for En træskomager i en ellemose)
- 1884: Henrik Jespersen
- 1886: Sigvard Marius Hansen  (for  Eftermiddagsol, skånsk vinterlandskab)
- 1888: Ole Pedersen (for Fra en hedemark)
- 1889: Adolph Larsen
- 1892: Carl Milton Jensen (for Solskinsdag i udspringstiden)
- 1893: Marcus Fritz (for Det indre af en skov med gamle træer)
- 1895: Pauline Thomsen (for En november aften)
- 1897: J.C. Schlichtkrull (for Landskab fra Vendsyssel)
- 1900: Lorenz V. Hinrichsen (for Gråvejr)
- 1901: Emma Meyer
- 1902: Aksel M. Lassen
- 1903: Gerhard Blom (for Dalen. Motiv fra Sandbjerg)
- 1905: Johannes Wilhjelm
- 1907: Børge Christoffer Nyrop (for Klitter)
- 1910: Svend Hammershøi
- 1911: Helvig Kinch (for Højsommer på de fynske enge)
- 1926: Sophie Pedersen (for Landskab fra Sydfrankrig)
- 1928 Petri Gissel (for Vinter)
- 1931 Lauritz Hartz
- 1935 Otto Larsen (for Landskab, aftenstemning)
- 1941 Otto Larsen (igen, for Regn i høsten)
- 1943 Harald Essendrop (for Landskab ved fjorden. Enø)